# Rubén González (Fußballspieler, 1927)
Rubén del Carmen González Rojas (* 5. Dezember 1927; † 13. Juni 2002) war ein chilenischer Fußballspieler. Der Mittelfeldspieler nahm an den Olympischen Spielen 1952 teil.

## Karriere

### Verein
Auf Vereinsebene ist über Rubén González nur bekannt, dass er 1952 bei Naval spielte. Naval stellte als Amateurverein einen Großteil der Olympiaauswahl Chiles.

### Nationalmannschaft
Mit der Olympiaauswahl nahm González an den Olympischen Spielen 1952 teil und bestritt das einzige Spiel für Chile, das in der Vorrunde gegen Ägypten mit 4:5 aus dem Wettbewerb ausschied.